# Трофей Альфредо Бинды — коммуны Читтильо
Трофей Альфредо Бинды — коммуны Читтильо (итал.  Trofeo Alfredo Binda - Comune di Cittiglio) — шоссейная однодневная велогонка, проходящая по территории Италии с 1974 года.

## История
Гонка была создана в 1974 году и проводилась в рамках национального календаря до 2006 года.
В 2007 году прошла в рамках Женского мирового шоссейного календаря UCI. А в следующем 2008 году вошла в календарь Женского мирового шоссейного кубка UCI в котором проводилась до упразднения Кубка в 2015 году.
В 2016 году вошла в только что созданный календарь Женского мирового тура UCI.
В 2020 году была отменена из-за пандемии COVID-19.
Своё название гонка получила в честь родившегося в Читтильо знаменитого итальянского велогонщика 1920-х и 1930-х годов Альфредо Бинда — 5-кратного победителя Джиро д’Италия и 3-кратного чемпиона мира.
С 1979 года одновременно проводится юниорская версия гонки Пикколо Трофео Альфредо Бинды.
Организатором выступает Cycling Sport Promotion под председательством Марио Минервино.

## Маршрут
Маршрут гонки полностью проходит в провинции Варесе. Изначально старт и финиш гонки находился в Читтильо, а дистанция состояла только из большого (40 км) и малого (18 км) каждый из которых проходился несколько раз. С 2010 года к большому кругу стала добавляться дополнительная петля. С 2015 старт гонки стал проводиться в разных частях провинции, откуда маршрут следовал в Читтильо с последующем прохождением большого и малого кругов. В результате этого большой круг стал проходиться только один раз. Оба круга имеют общие участки и со временем претерпели небольшие изменения своего маршрута.
Большой круг из Читтильо следует по маршруту Бренту — Казальдзуиньо — Вергоббио — Кувельо — Кантевриа — Кассано-Валькувия — Мезенцана — Грантола — Кунардо — Бедеро-Валькувия — Бринцио — Орино — Аццио — Коккуио-Тревизаго — Джемоньо.
Малый круг так же из Читтильо сначала следует по маршруту большого круга Бренту — Казальдзуиньо — Кувельо, далее сворачивает в Кувио, после чего перед Орино — Аццио снова выходит на маршрут большого круга и через Джемоньо следует в Читтильо.
Дистанция малого круга включает два важных подъёма — Казальдзуиньо в начале её дистанции и Аццио в середине. Общий профиль дистанции довольно холмистый, что приближается её по характеристикам к мужской гонке Джиро ди Ломбардия. Общая протяжённость дистанции составляет от 120 до 130 км.
Маршрут большого и малого кругов
Профили большого и малого кругов

## Призёры
| Год  | Победитель                | Второй                 | Третий                |         |
| ---- | ------------------------- | ---------------------- | --------------------- | ------- |
| 1974 | Джузеппина Микелони       |                        |                       |         |
| 1975 | Николь ван дер Брук       |                        |                       |         |
| 1976 | Морена Тартаньи           |                        |                       |         |
| 1977 | Николетта Кастелли        |                        |                       |         |
| 1978 | Кристина Эмануэла Менуццо |                        |                       |         |
| 1979 | Анна Морлакки             |                        |                       |         |
| 1980 | Франческа Галли           |                        |                       |         |
| 1981 | Кристина Эмануэла Менуццо |                        |                       |         |
| 1982 | Лукия Пиццолотто          |                        |                       |         |
| 1983 | Микела Томази             |                        |                       |         |
| 1984 | Мариа Канинс              |                        |                       |         |
| 1985 | Сильвия Конти             |                        |                       |         |
| 1986 | Стефания Кармине          |                        |                       |         |
| 1987 | Росселла Гальбиати        |                        |                       |         |
| 1988 | Элизабетта Фэнтон         |                        |                       |         |
| 1989 | Элизабетта Фэнтон         |                        |                       |         |
| 1990 | Мариа Канинс              |                        |                       |         |
| 1991 | Мария Паола Туркутто      |                        |                       |         |
| 1992 | Мариа Канинс              |                        |                       |         |
| 1993 | Роберта Ферреро           | Мара Каллиопа          | Лукия Пиццолотто      |         |
| 1994 | Фабиана Луперини          | Лукия Пиццолотто       | Катя Лонгин           |         |
| 1995 | Валерия Каппеллотто       | Алессандра Каппеллотто | Имельда Кьяппа        |         |
| 1996 | Валерия Каппеллотто       | Имельда Кьяппа         | Диана Жилюте          |         |
| 1999 | Фани Лекорто              | Мари Холден            | Пиа Сандстедт         |         |
| 2000 | Фабиана Луперини          | Пиа Сандстедт          | Фани Лекорто          |         |
| 2001 | Николь Брендли            | Ноэми Кантеле          | Диана Жилюте          |         |
| 2002 | Светлана Бубненкова       | Регина Шляйхер         | Зинаида Стагурская    |         |
| 2003 | Диана Жилюте              | Валентина Карпенко     | Элисон Райт           |         |
| 2004 | Ойнон Вуд                 | Оливия Голлан          | Ноэми Кантеле         |         |
| 2005 | Николь Кук                | Катя Лонгин            | Михо Оки              |         |
| 2006 | Регина Шляйхер            | Диана Жилюте           | Катя Лонгин           |         |
| 2007 | Николь Кук                | Джорджа Бронцини       | Мартина Корацци       |         |
| 2008 | Эмма Пули                 | Сюзанна де Гуде        | Диана Жилюте          |         |
| 2009 | Марианна Вос              | Эмма Юханссон          | Кристин Армстронг     |         |
| 2010 | Марианна Вос              | Мартине Брас           | Эмма Юханссон         |         |
| 2011 | Эмма Пули                 | Эмма Юханссон          | Аннемик ван Влётен    |         |
| 2012 | Марианна Вос              | Татьяна Гудерцо        | Трикси Воррак         |         |
| 2013 | Элиза Лонго Боргини       | Эмма Юханссон          | Эллен Ван Дейк        |         |
| 2014 | Эмма Юханссон             | Элизабет Армитстед     | Алёна Омелюсик        |         |
| 2015 | Элизабет Армитстед        | Полин Ферран-Прево     | Анна Ван дер Брегген  |         |
| 2016 | Элизабет Армитстед        | Меган Гарнье           | Йоланда Нефф          |         |
| 2017 | Корин Ривера              | Арленис Сьерра         | Сесилие Уттруп Лудвиг |         |
| 2018 | Катажина Невядома         | Хантал Блак            | Марианна Вос          |         |
| 2019 | Марианна Вос              | Аманда Спратт          | Сесилие Уттруп Лудвиг |         |
| 2020 | отменён                   | отменён                | отменён               | отменён |
| 2021 | Элиза Лонго Боргини       | Марианна Вос           | Сесилие Уттруп Лудвиг |         |
| 2022 | Элиза Бальзамо            | София Бертиццоло       | Сорайя Паладин        |         |
| 2023 | Ширин ван Анрой           | Элиза Бальзамо         | Виттория Гуаццини     |         |
| 2024 | Элиза Бальзамо            | Лотте Копеки           | Пак Питерс            |         |
| 2025 | Элиза Бальзамо            | Ката Бланка Вас        | Кэт Фергюсон          |         |